# Liste des lieux de culte de la Côte-Nord
 (septembre 2014).
- Si vous ne connaissez pas le sujet, laissez ce bandeau (vous pouvez alors contacter les auteurs).
- Si vous supprimez le contenu mis en cause (vous pouvez préalablement contacter les auteurs),

argumentez précisément cette suppression dans la page de discussion
(un manque de référence n'est pas un argument ; une recherche réelle de référence doit avoir été effectuée, être formellement documentée).
 (septembre 2014).
Si vous disposez d'ouvrages ou d'articles de référence ou si vous connaissez des sites web de qualité traitant du thème abordé ici, merci de compléter l'article en donnant les références utiles à sa vérifiabilité et en les liant à la section « Notes et références ».
La liste des lieux de culte de la Côte-Nord liste l'ensemble des lieux de culte situés dans la région administrative de la Côte-Nord au Québec. La grande majorité de ceux-ci sont de dénomination catholique, mais la liste inclut également des lieux de culte protestants, surtout dans les municipalités où il y a une population d'origine anglophone.
Notez que cette liste ne comprend que les lieux de culte érigés avant 1975.

## Liste

### Lieux de culte chrétiens

#### Lieux de culte catholique
| Lieu de culte                                    | Illustration | Municipalité                        | Adresse                       | Coordonnées | Année de construction | Lien dans l'ILCQ | Notes                                                     |
| ------------------------------------------------ | ------------ | ----------------------------------- | ----------------------------- | ----------- | --------------------- | ---------------- | --------------------------------------------------------- |
| Cathédrale Saint-Jean-Eudes                      |              | Baie-Comeau                         | 985, boulevard Jolliet        |             | 1958-1960             | 2201             |                                                           |
| Chapelle des Îlets-Jérémie                       |              | Colombier                           | 142, chemin des Îlets-Jérémie |             | 1939                  | 49260            |                                                           |
| Chapelle de Tadoussac                            |              | Tadoussac                           | 169, rue du Bord-de-l'Eau     |             | 1747-1750             | 39493            |                                                           |
| Église dite chapelle Kateri-Tekakwitha           |              | Schefferville                       |                               |             | 1970                  | 69030            |                                                           |
| Église dite chapelle Notre-Dame-de-Fatima        |              | Pointe-Lebel                        | 777, rue Granier              |             | 1950                  | 2840             |                                                           |
| Église dite chapelle Sainte-Anne                 |              | Baie-Trinité                        | 69, route 138                 |             | 1873-1895             | 12514            |                                                           |
| Chapelle Sainte-Anne-de-l'Île-Providence         |              | Côte-Nord-du-Golfe-du-Saint-Laurent |                               |             | 1894-1895             | 49191            |                                                           |
| Église Mani-Utenam                               |              | Sept-Îles                           | 139, rue de l'Église          |             | 1954                  | 14220            |                                                           |
| Église Marie-Immaculée                           |              | Sept-Îles                           | 180, rue Papineau             |             | 1959                  | 14116            |                                                           |
| Église Marie-Mère-de-L'Église                    |              | Aguanish                            | 52, rue de l'Anse             |             | 1967-1968             | 15752            |                                                           |
| Église Notre-Dame-de-Bon-Désir                   |              | Les Bergeronnes                     | 300, rue de la Rivière        |             | 1914-1916             | 39206            |                                                           |
| Église Notre-Dame-de-l'Assomption                |              | L'Île-d'Anticosti                   | 1, rue des Olympiades         |             | 1964-1965             | 37041            |                                                           |
| Église Notre-Dame-de-l'Assomption-de-Betsiamites |              | Pessamit                            | 2, rue Laletaut               |             | 1955-1956             | 2682             |                                                           |
| Église Notre-Dame-de-l'Immaculée-Conception      |              | Natashquan                          | 17, chemin d'en Haut          |             | 1859-1860             | 15704            |                                                           |
| Église Notre-Dame-de-Lourdes                     |              | Blanc-Sablon                        | 1075, rue Camille-Marcoux     |             | 1964-1965             | 49249            |                                                           |
| Église Notre-Dame-des-Indiens                    |              | Natashquan                          |                               |             | 1961                  | 15586            |                                                           |
| Église Notre-Dame-des-Indiens                    |              | Schefferville                       |                               |             | 1974                  | 69158            | Anciennement Anglican Church of Schefferville (1974-1982) |
| Église Sacré-Cœur                                |              | Port-Cartier                        | 38, rue Parent                |             | 1940                  | 14522            |                                                           |
| Église Sacré-Cœur-de-Jésus                       |              | Sacré-Cœur                          | 84, rue Principale            |             | 1909-19111            | 40577            |                                                           |
| Église Saint-Antoine-de-Padoue                   |              | Pointe-aux-Outardes                 | 265, chemin Principal         |             | 1950                  | 2792             |                                                           |
| Église Saint-Augustin                            |              | Chute-aux-Outardes                  | 47, rue de l'Église           |             | 1964-1965             | 2369             |                                                           |
| Église Saint-Cœur-de-Marie                       |              | Sept-Îles                           | 175, rue de l'Église          |             | 1933                  | 15268            |                                                           |
| Église Saint-Esprit                              |              | Port-Cartier                        | 2995, rue Régneault           |             | 1887-1888             | 12785            |                                                           |
| Église Saint-Étienne                             |              | Franquelin                          | 9, rue des Érables            |             | 1937-1938             | 3380             |                                                           |
| Église Saint-François-d'Assise                   |              | Longue-Pointe-de-Mingan             | 210, rue du Bord-de-Mer       |             | 1906                  | 15901            |                                                           |
| Église Saint-François-Régis                      |              | Baie-Johan-Beetz                    | 16, rue de l'Église           |             | 1907                  | 15431            |                                                           |
| Église Saint-Georges                             |              | Longue-Pointe-de-Mingan             | 15, rue de l'Église           |             | 1917-1918             | 15816            |                                                           |
| Église Saint-Hippolyte                           |              | Rivière-au-Tonnerre                 | 14, rue de l'Église           |             | 1905-1912             | 32555            |                                                           |
| Église Saint-Jean-Apôtre                         |              | Rivière-Saint-Jean                  | 118, rue du Quai              |             | 1896-1915             | 15963            |                                                           |
| Église Saint-Jean-Baptiste                       |              | Pointe-aux-Outardes                 | 111, rue Labrie               |             | 1919                  | 2780             |                                                           |
| Église Saint-Jean-Eudes                          |              | Ragueneau                           | 7, rue de l'Église            |             | 1937                  | 2825             |                                                           |
| Église Saint-Joseph                              |              | Côte-Nord-du-Golfe-du-Saint-Laurent | 136, rue de l'Église          |             | 1960                  | 49228            |                                                           |
| Église Saint-Joseph                              |              | Sept-Îles                           | 535, avenue Brochu            |             | 1958-1959             | 14347            |                                                           |
| Église Saint-Luc                                 |              | Forestville                         | 1, 10e Rue                    |             | 1946-1955             | 13878            |                                                           |
| Église Saint-Marc                                |              | Colombier                           | 477, rue Principale           |             | 1966-1967             | 12942            |                                                           |
| Église Saint-Marcellin                           |              | Les Escoumins                       | 2, rue de l'Hôpital           |             | 1925-1927             | 40924            |                                                           |
| Église Saint-Nom-de-Marie                        |              | Baie-Comeau                         | 8, rue Radisson               |             | 1962-1963             | 2759             |                                                           |
| Église Saint-Octave                              |              | Rivière-Saint-Jean                  | 515, rue de la Rive           |             | 1892-1893             | 36861            |                                                           |
| Église Saint-Paul                                |              | Longue-Rive                         | 5, rue de l'Église            |             |                       | 40768            |                                                           |
| Église Saint-Paul                                |              | Port-Cartier                        | 2104, rue Monseigneur-Labrie  |             | 1962                  | 13940            |                                                           |
| Église Saint-Pierre                              |              | Havre-Saint-Pierre                  | 742, boulevard de l'Escale    |             | 1961-1962             | 16214            |                                                           |
| Église Saint Theresa of Lisieux                  |              | Blanc-Sablon                        | 1575, rue Camille-Marcoux     |             | 1957                  | 49240            |                                                           |
| Église Sainte-Anne                               |              | Godbout                             | 200, rue Pascal-Comeau        |             | 1948                  | 3459             |                                                           |
| Église Sainte-Anne                               |              | Côte-Nord-du-Golfe-du-Saint-Laurent |                               |             | 1949-1953             | 49204            |                                                           |
| Église Sainte-Anne                               |              | Portneuf-sur-Mer                    | 535, rue Monseigneur-Bouchard |             | 1925                  | 47452            |                                                           |
| Église Sainte-Croix                              |              | Tadoussac                           | 180, rue de l'Église          |             | 1962-1965             | 41158            |                                                           |
| Église Sainte-Famille                            |              | Sept-Îles                           | 15, rue Comeau                |             | 1967-1968             | 14278            |                                                           |
| Église Sainte-Marguerite                         |              | Sept-Îles                           | 675, avenue Thériault         |             | 1960                  | 13964            |                                                           |
| Église Sainte-Thérèse                            |              | Colombier                           | 562, rue Principale           |             | 1939                  | 42668            |                                                           |
| Église Sainte-Trinité                            |              | Baie-Trinité                        | 23, route 138                 |             | 1939                  | 12366            |                                                           |
| Lieu de pèlerinage Sainte-Anne                   |              | Port-Cartier                        | 2995, rue Régneault           |             | 1897                  | 12896            |                                                           |

##### Anciens lieux de culte catholiques
| Lieu de culte          | Illustration | Municipalité | Adresse                        | Coordonnées | Année de construction | Lien dans l'ILCQ | Notes                   |
| ---------------------- | ------------ | ------------ | ------------------------------ | ----------- | --------------------- | ---------------- | ----------------------- |
| Église Christ The King |              | Sept-Îles    | 42, rue Monseigneur-Blanche    |             | 1952                  | 15320            | Démolie                 |
| Église Saint-Alexandre |              | Port-Cartier | 55, rue du Portage-des-Mousses |             | 1963                  | 14459            |                         |
| Église Saint-Sacrement |              | Baie-Comeau  | 2260, boulevard Laflèche       |             | 1963-1964             | 2077             | Recyclé - Communautaire |
| Église Sainte-Amélie   |              | Baie-Comeau  | 37, avenue Marquette           |             | 1939-1940             | 2461             | Recyclé - Culturel      |

#### Lieux de culte protestants
| Lieu de culte                                    | Illustration | Municipalité                        | Adresse                | Coordonnées | Année de construction | Lien dans l'ILCQ | Notes |
| ------------------------------------------------ | ------------ | ----------------------------------- | ---------------------- | ----------- | --------------------- | ---------------- | ----- |
| Église dite chapelle Tadoussac Protestant Chapel |              | Tadoussac                           | 6,avenue des Pionniers |             | 1867-1868             | 42269            |       |
| Église All Saints                                |              | Sept-Îles                           | 47, rue Ungava         |             | 1960-1961             | 14240            |       |
| Église Christ Church                             |              | Côte-Nord-du-Golfe-du-Saint-Laurent |                        |             | 1950=1953             | 49183            |       |
| Église Saint Andrew                              |              | Côte-Nord-du-Golfe-du-Saint-Laurent |                        |             | 1959-1960             | 49220            |       |
| Église Saint Andrew et Saint George              |              | Baie-Comeau                         | 34, avenue Carleton    |             | 1937-1938             | 2704             |       |
| Église Saint Augustine's                         |              | Saint-Augustin                      |                        |             | 1967                  | 49234            |       |
| Église Saint Christopher                         |              | Blanc-Sablon                        |                        |             | 1969                  | 49238            |       |
| Église Saint Clement                             |              | Côte-Nord-du-Golfe-du-Saint-Laurent |                        |             | 1928-1929             | 49213            |       |
| Église Saint Michael                             |              | Côte-Nord-du-Golfe-du-Saint-Laurent |                        |             | 1969-1970             | 49179            |       |
| Église Saint Paul The Apostle                    |              | Bonne-Espérance                     |                        |             | 1965                  | 49236            |       |
| Église Saint Philipp                             |              | La Romaine                          |                        |             | 1956-1959             | 49128            |       |

#### Autres lieux de culte
| Lieu de culte                          | Illustration | Municipalité | Adresse          | Coordonnées | Année de construction | Lien dans l'ILCQ | Notes                                          |
| -------------------------------------- | ------------ | ------------ | ---------------- | ----------- | --------------------- | ---------------- | ---------------------------------------------- |
| Église Centre Chrétien Manicouagan     |              | Baie-Comeau  | 49, avenue Babel |             | 1962                  | 42622            |                                                |
| Église Chrétienne Évangélique Baptiste |              | Sept-Îles    | 70, rue Papineau |             | 1958-1960             | 14320            | Anciennement Saint-Andrew's United (1958-1984) |